# 聖瑪麗醫院 (倫敦)
聖瑪麗醫院（英語：St Mary's Hospital）是一間位於英國倫敦帕丁頓的公立醫院，於1845年成立，當中於1937年成立的林登分院為成立醫院。在過去，醫院曾經是倫敦大學的一部分，現時則成為了倫敦帝國學院的一部分。聖瑪麗醫院出名皆因部分英國皇室成員在此出生，包括威廉王子、哈利王子等。

## 出生名人
- 彼得·菲利浦斯 ，生於1977年，是安妮長公主與馬克.菲利浦斯上尉的長子。
- 扎拉·廷德爾，生於1981年，是安妮長公主與馬克.菲利浦斯上尉的女兒。
- 威廉王子，生於1982年，是英國國王查爾斯三世和威爾斯王妃戴安娜的長子。
- 狄奧多拉公主，生於1983年，是前任希臘國王康斯坦丁二世和安妮-瑪麗王后的女兒。
- 哈里王子，生於1984年，是英國國王查爾斯三世和威爾斯王妃戴安娜的次子。
- 喬治王子，生於2013年，是威爾斯親王威廉和威爾斯王妃凱薩琳的長子。
- 夏洛特公主，生於2015年，是威爾斯親王威廉和威爾斯王妃凱薩琳的長女。
- 路易王子，生於2018年，是威爾斯親王威廉和威爾斯王妃凱薩琳的次子。
- Wen Yan Wah, 溫家寶孫輩

## 外部連結
- Fleming Museum